# 俄属美洲
俄屬美洲（羅馬化：Russkaya Amerika）又稱俄屬北美，是俄羅斯帝國在北美洲的殖民地，範圍與今日美国的阿拉斯加州大致相同，不過俄羅斯一度在現今的加利福尼亚州和夏威夷設有據點。歷史可始於俄羅斯官方在18世紀初葉發起的大北极探险行動。1799年，俄羅斯政府將此地的管理壟斷權授予俄美公司。1867年，俄羅斯将北美殖民地售予美国，成為阿拉斯加州的最早前身。

## 历史
一些研究人员认为俄罗斯最早在阿拉斯加建立殖民地是在17世纪开始的，这个假设是这样的：在1648年，谢苗·迭日涅夫探险队的几艘俄罗斯双桅极地帆船北极探险时，因海上的风暴被吹到了今天阿拉斯加沿岸地区，随后在此地建立了殖民地。这个假设是基于楚科奇地理学家尼古拉·道尔金（Nikolai Daurkin）的证词。道尔金曾在1764年至1765年间到访过阿拉斯加，并报告了在科恩威尔嫩河（Kheuveren）周围的一个村子里的村民中男性留有大胡子，并向东正教会东仪天主教会的圣像画祈祷。一些现代的研究人员常将科恩威尔嫩河与育空河联系在一起。之后，1799年俄罗斯的格里戈里·舍利霍夫和尼古拉·列扎诺夫在阿拉斯加共同创办了半官方性质的殖民贸易公司俄美公司。
1799年，位于亚历山大群岛中巴拉诺夫岛的殖民地锡特卡（曾经叫做New Archangel）建立，并在1804年至1867年将阿拉斯加卖给美国之前一直是俄属北美的首府。俄罗斯从未完全在阿拉斯加殖民，而且这个殖民地也没给俄罗斯带来多大利益。唯一留有俄罗斯殖民痕迹的只在阿拉斯加的东南部，也就是在这个地区命名上和建一些教堂。
1853年，克里米亚战争爆发，俄国戰敗後，担心阿拉斯加殖民地被英国夺走，此外俄美公司严重亏损，故计划将阿拉斯加卖给美国。1867年3月30日，美俄双方达成协议，以7,200,000美元成交，合约生效日期在1867年10月18日。直到今日。阿拉斯加為了慶祝這天，特定為「阿拉斯加紀念日」（Alaska Day）。這筆土地交易成為世界土地交易史上面積最大的一筆交易，且平均單價每英畝才二分錢（每平方千米4.74美元）。

## 行政
俄属北美行政事务由俄美公司負責，因而俄美公司的经理主管事实上充当总督的角色。
1799年，俄羅斯皇帝保羅一世發布政令，建立俄美公司，授权其控制今阿拉斯加州北緯55度線以北的地區。它還被授予往南方佔領的權利，只要南方的土地還沒被佔據或尚未隸屬於其他國家。1821年，俄美公司更新特許證，同年9月俄羅斯發布政令，宣告俄羅斯的主權範圍向南擴張至北緯45度50分線，該緯線以北水域禁止外國船隻駛入。剛開始因為美國和英國的抗議，到1822年修改為北緯51度線。隨後的談判及俄美1824年條約、聖彼得堡條約清楚的確立了俄屬北美的永久南界：北緯54度40分線。

## 延伸閱讀
- Essig, Edward Oliver. Fort Ross: California Outpost of Russian Alaska, 1812-1841 (Kingston, Ont.: Limestone Press, 1991.)
- Gibson, James R. Imperial Russia in frontier America: the changing geography of supply of Russian America, 1784-1867 (Oxford University Press, 1976)
- Gibson, James R. "Russian America in 1821." Oregon Historical Quarterly (1976): 174-188. online（页面存档备份，存于）
- Pierce, Richard A. Russian America, 1741-1867: A Biographical Dictionary (Kingston, Ont.: Limestone Press, 1990)
- Vinkovetsky, Ilya. Russian America: an overseas colony of a continental empire, 1804-1867 (Oxford University Press, 2011)

### 主要來源
- Gibson, James R. "Russian America in 1833: The Survey of Kirill Khlebnikov." Pacific Northwest Quarterly (1972): 1-13. in JSTOR （页面存档备份，存于）
- Golovin, Pavel Nikolaevich, Basil Dmytryshyn, and E. A. P. Crownhart-Vaughan. The end of Russian America: Captain PN Golovin's last report, 1862(Oregon Historical Society Press, 1979.)
- Khlebnikov, Kyrill T. Colonial Russian America: Kyrill T. Khlebnikov's Reports, 1817-1832 (Oregon Historical Society, 1976)
- baron Wrangel, Ferdinand Petrovich. Russian America: Statistical and ethnographic information (Kingston, Ont.: Limestone Press, 1980)

### 史學
- Grinëv, Andrei. V., and Richard L. Bland. "A Brief Survey of the Russian Historiography of Russian America of Recent Years," Pacific Historical Review, May 2010, Vol. 79 Issue 2, pp 265–278

### 當地人
- Grinev, A. V. . U of Nebraska Press. 2005-12-01  [2022-10-05]. ISBN 978-0-8032-0538-3. （原始内容存档于2022-10-07） （英语）.
- Luehrmann, Sonja. Alutiiq villages under Russian and US rule (University of Alaska Press, 2008.)
- Smith-Peter, Susan. "“A Class of People Admitted to the Better Ranks”: The First Generation of Creoles in Russian America, 1810s–1820s." Ethnohistory 60.3 (2013): 363-384.

## 参閱
- 阿拉斯加州
- 阿拉斯加易手

## 外部連結
- 维基共享资源上的相關多媒體資源：俄属美洲

57°03′N 135°19′W / 57.050°N 135.317°W